# وو سانگ هو
وو سانگ هو (کره‌ای: 우상호؛ زادهٔ ۱۲ دسامبر ۱۹۶۲) کنشگر و سیاستمدار اهل کره جنوبی است که از ۷ ژوئن ۲۰۲۲ تا ۲۹ اوت ۲۰۲۲ به عنوان رئیس موقت حزب دموکراتیک خدمت کرد. او پیش‌تر از سال ۲۰۱۶ تا ۲۰۱۷، رهبری پارلمانی این حزب را بر عهده داشت. وی نماینده ناحیه سوده‌مون A در مجلس ملی کره جنوبی بوده است؛ نخستین‌بار از ۲۰۰۴ تا ۲۰۰۸ و سپس از سال ۲۰۱۲ تاکنون این سمت را در اختیار داشته است.

## اوایل زندگی و تحصیلات
وو سانگ هو در ۱۲ دسامبر ۱۹۶۲ در چوروون، استان گانگوون، کره جنوبی متولد شد. او کوچک‌ترین فرزند از سه پسر و یک دختر خانواده بود. پدرش، پارک بیونگ هی (درگذشتهٔ ۲۰۱۳)، در یک مرکز بهداشت کار می‌کرد. پدرش که در سال ۱۹۱۶ به دنیا آمده بود، فرزند ارشد یک مالک زمین در چوروون بود و در دبیرستان چونچون تحصیل کرده بود. او همچنین در دانشگاه امپراتوری توکیو (که اکنون دانشگاه توکیو نام دارد) در ژاپن در رشته تربیت بدنی تحصیل کرده بود. با این حال، پس از تسلیم شدن ژاپن در سال ۱۹۴۵، زمین‌های او توسط حزب کارگران کره شمالی مصادره شد، زیرا چوروون در مدار ۳۶ درجه شمالی قرار داشت و تحت سلطهٔ اتحاد جماهیر شوروی قرار گرفته بود. او در جریان جنگ کره به بوسان نقل مکان کرد، اما پس از امضای توافق آتش‌بس، با پارک بیونگ هی در سئول ازدواج کرد و به چوروون بازگشت. با بازپس‌گیری چوروون توسط کره جنوبی، بخشی از زمین‌های او بازگردانده شد، اما او همه آن‌ها را فروخت و با پول حاصل از فروش، یک مدرسه ساخت. در زمان تولد فرزند کوچکش، تنها دارایی‌اش یک خانه بود. او عضو حزب جمهوری‌خواه دموکراتیک بود.
۲️⃣زمانی که وو در پایه ششم دبستان تحصیل می‌کرد، خانواده‌اش به سئول نقل مکان کردند؛ جایی که پدرش یک اتاق اجاره‌ای با شیر آب و دستشویی مشترک گرفت. او بعدها آن دوران را «بسیار فقیرانه» توصیف کرد و فاش ساخت که تا زمان ازدواج، هرگز اتاقی مستقل برای خود نداشته است. در دوران دبیرستان، به دلیل ناتوانی در پرداخت شهریه مدرسه، توسط معلم کلاسش تنبیه بدنی شد. تمامی خواهر و برادران بزرگ‌ترش با وجود داشتن نمرات عالی، به دلیل شهریه‌های سنگین از ادامه تحصیلات دانشگاهی منصرف شده بودند. از سوی دیگر، مادرش به شدت مصمم بود که وو را به دانشگاه بفرستد و برای این منظور از بستگان کمک خواست.
وو در سال ۱۹۸۱ از دبیرستان یونگ‌مون فارغ‌التحصیل شد. سپس وارد دانشگاه یونسه شد و در آنجا به تحصیل در رشته زبان و ادبیات کره‌ای پرداخت. در سال‌های اول و دوم دانشگاه، هدف او این بود که یا شاعر یا معلم زبان کره‌ای شود. او عضو انجمن ادبی دانشگاه یونسه بود، که یک انجمن ادبی درون دانشگاهی به‌شمار می‌آمد. در ماه مه ۱۹۸۶، جایزه شعر یون دونگ جو را دریافت کرد.
در سال ۱۹۸۴، برادر دومش بر اثر تصادف رانندگی دچار معلولیت شد. او سپس دست به خودکشی زد.